# HY Девы
HY Девы (лат. HY Virginis), HD 114125 — тройная звезда в созвездии Девы на расстоянии приблизительно 598 световых лет (около 183 парсек) от Солнца. Возраст звезды определён как около 1,363 млрд лет.
Пара первого и второго компонентов — двойная затменная переменная звезда типа Алголя (EA). Визуальная звёздная величина звезды — от +8,1m до +7,81m. Орбитальный период — около 2,7323 суток.
Открыта Элоем Родригесом и др. в 1988 году***.

## Характеристики
Первый компонент (HD 114125Aa) — жёлто-белая Am-звезда спектрального класса kA8hF3mF5II-III, или ApSrEuCr, или F0m, или F2. Масса — около 1,838 солнечной, радиус — около 2,83 солнечного, светимость — около 19,601 солнечной. Эффективная температура — около 6756 K.
Второй компонент (HD 114125Ab) — жёлто-белая звезда спектрального класса F5V, или F5. Масса — около 1,404 солнечной, радиус — около 1,532 солнечного, светимость — около 3,802 солнечной. Эффективная температура — около 6550 K.
Третий компонент (HD 114125B) — жёлто-белая звезда спектрального класса F8. Визуальная звёздная величина звезды — +10,36m. Радиус — около 1,3 солнечного, светимость — около 2,322 солнечной. Эффективная температура — около 6250 K. Удалён на 42,2 угловой секунды.

## Планетная система
В 2019 году учёными, анализирующими данные проектов Hipparcos и Gaia, у звезды обнаружена планета HIP 64120 b.